# Campeonato Mundial de Tiro con Arco en Sala de 1999
El V Campeonato Mundial de Tiro con Arco en Sala se celebró en La Habana (Cuba) entre el 6 y el 10 de marzo de 1999 bajo la organización de la Federación Internacional de Tiro con Arco (FITA) y la Federación Cubana de Tiro con Arco.

## Medallistas

### Masculino
| Evento                    | Oro                                                           | Plata                                                       | Bronce                                                        |
| ------------------------- | ------------------------------------------------------------- | ----------------------------------------------------------- | ------------------------------------------------------------- |
| Arco recurvo individual   | Magnus Petersson · Suecia                                     | Markiyan Ivashko · Ucrania                                  | Chung Jae-Hun Corea del Sur                                   |
| Arco recurvo por equipo   | Simon Fairweather Matthew Gray Scott Hunter-Russell Australia | Michele Frangilli · Matteo Bisiani · Ilario Di Buò · Italia | Alexander Fröse · Michael Frankenberg · Thilo Koch · Alemania |
| Arco compuesto individual | James Butts Estados Unidos                                    | Jonathan Mynott Reino Unido                                 | Simon Tarplee Reino Unido                                     |
| Arco compuesto por equipo | James Butts Mark Pennaz Dee Wilde Estados Unidos              | Simon Tarplee Michael Peart Jonathan Mynott Reino Unido     | Morgan Lundin · Peter Andersson · Björn Andersson · Suecia    |

### Femenino
| Evento                    | Oro                                                          | Plata                                                  | Bronce                                                        |
| ------------------------- | ------------------------------------------------------------ | ------------------------------------------------------ | ------------------------------------------------------------- |
| Arco recurvo individual   | Natalia Valeeva Moldavia                                     | Svitlana Bard · Ucrania                                | Agata Bulwa · Polonia                                         |
| Arco recurvo por equipo   | Sylvie Pissis Céline Lizzul Alexandra Fouace Francia         | Natalia Nasaridze Elif Altınkaynak Deniz Günay Turquía | Tetiana Berezhna · Svitlana Bard · Olena Sadovnycha · Ucrania |
| Arco compuesto individual | Ashley Kamuf Estados Unidos                                  | Fabiola Palazzini · Italia                             | Claire Trenaman Reino Unido                                   |
| Arco compuesto por equipo | Catherine Pellen Michèle Deloraine Catherine Deburck Francia | Sylviane Lambelet · Rita Riedo · Karin Probst · Suiza  | Ashley Kamuf Glenda Merrill Jahna Davis Estados Unidos        |

## Medallero
| Núm. | País           | Oro | Plata | Bronce | Total |
| ---- | -------------- | --- | ----- | ------ | ----- |
| 1    | Estados Unidos | 3   | 0     | 1      | 4     |
| 2    | Francia        | 2   | 0     | 0      | 2     |
| 3    | Suecia         | 1   | 0     | 1      | 2     |
| 4    | Australia      | 1   | 0     | 0      | 1     |
| 4    | Moldavia       | 1   | 0     | 0      | 1     |
| 6    | Reino Unido    | 0   | 2     | 2      | 4     |
| 7    | Ucrania        | 0   | 2     | 1      | 3     |
| 8    | Italia         | 0   | 2     | 0      | 2     |
| 9    | Suiza          | 0   | 1     | 0      | 1     |
| 9    | Turquía        | 0   | 1     | 0      | 1     |
| 11   | Alemania       | 0   | 0     | 1      | 1     |
| 11   | Corea del Sur  | 0   | 0     | 1      | 1     |
| 11   | Polonia        | 0   | 0     | 1      | 1     |
|      | TOTAL          | 8   | 8     | 8      | 24    |